# Cadaba beccarinii
Cadaba beccarinii är en kaprisväxtart som beskrevs av Emilio Chiovenda. Cadaba beccarinii ingår i släktet Cadaba och familjen kaprisväxter. Inga underarter finns listade i Catalogue of Life.